# 와케군

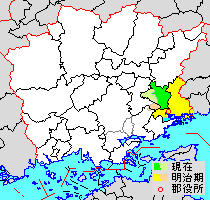
와케 군의 위치

와케군(일본어: 和気郡)은 일본 오카야마현의 군이다.
인구 12,516명, 면적 144.21km², 인구밀도 86.8명/km².(2025년 3월 1일, 추계인구)
이하 1개의 정으로 구성된다.
- 와케정(和気町)

## 역사
- 2005년 3월 22일 - 히나세 정·요시나가 정이 비젠시와 합병해 새로운 비젠 시가 성립, 군에서 이탈하였다.
- 2006년 3월 1일 - 와키 정·사이키 정이 합병해 새로운 와키 정이 성립하였다.